# Stephen Adams (homme politique)
Pour les articles homonymes, voir Stephen Adams (homonymie) et Adams.
Stephen Adams, né le 17 octobre 1807 à Pendleton (États-Unis) et mort le 11 mai 1857 à Memphis (États-Unis), est un avocat et homme politique américain. C'est un représentant des États-Unis et sénateur des États-Unis pour le Mississippi.

## Biographie

### Jeunesse
Adams naît de David Adams, un ecclésiastique baptiste, à Pendleton, en Caroline du Sud. Il déménage avec ses parents dans le comté de Franklin, dans le Tennessee, en 1812. Il fréquente les écoles publiques, puis étudie le droit, et est admis au barreau en 1829, avant d'exercer dans le comté de Franklin.

### Carrière
Il est membre du Sénat du Tennessee de 1833 à 1834, date à laquelle il est muté à Aberdeen, dans le Mississippi, et commence à pratiquer le droit. Il devient juge à la cour de circuit de 1837 à 1846, et est élu représentant démocrate au vingt-neuvième Congrès, où il siège du 4 mars 1845 au 3 mars 1847. Il redevient ensuite juge de la cour de circuit en 1848, puis devient membre de la Chambre des représentants du Mississippi en 1850 et délégué à la convention constitutionnelle de l'État en 1851.
Adams devient membre du Sénat des États-Unis le 19 février 1852 pour combler la vacance causée par la démission de Jefferson Davis. Il y siège du 17 mars 1852 au 3 mars 1857, tandis qu'au Sénat, il occupe le poste de président de la commission sur le retranchement (trente-troisième et trente-quatrième congrès).

## Fin de vie
À la fin de son mandat, il est muté à Memphis, Tennessee, et y reprend la pratique du droit jusqu'à ce qu'il décède de la variole le 11 mai 1857. Il est alors inhumé au cimetière d'Elmwood.

## Sources
- Tout ou partie de cet article et issu de la traduction de l'article en anglais éponyme.  Cet article reprend du texte de cette source, qui est dans le domaine public.(en)Johnson, Rossiter, ed. (1906) (in en).  Adams, Stephen. 1. Boston: American Biographical Society. Wikisource. p. 55.
- (en) « Stephen Adams (homme politique) », sur Biographical Directory of the United States Congress